# Puerto de Béjar
Puerto de Béjar es un municipio y localidad española de la provincia de Salamanca, en la comunidad autónoma de Castilla y León. Se integra dentro de la comarca de la Sierra de Béjar. Pertenece al partido judicial de Béjar y a la Ruta de la Plata.
Su término municipal está formado por un solo núcleo de población, ocupa una superficie total de 10,39 km² y según los datos demográficos recogidos en el padrón municipal elaborado por el INE en el año 2017, cuenta con una población de 368 habitantes.

## Geografía
Integrado en la comarca de Sierra de Béjar, se sitúa a 83 kilómetros de Salamanca. El término municipal está atravesado por la Autovía Ruta de la Plata (A-66) y por la carretera nacional N-630, entre los pK 421 y 425, además de por carreteras locales que permiten la comunicación con La Garganta y Peñacaballera. 
| Noroeste: Aldeacipreste                   | Norte: Cantagallo                  | Nordeste: Cantagallo                |
| Oeste: Montemayor del Río y Peñacaballera |                                    | Este: Béjar y La Garganta (Cáceres) |
| Suroeste: Peñacaballera                   | Sur: Baños de Montemayor (Cáceres) | Sureste: La Garganta (Cáceres)      |

### Entorno

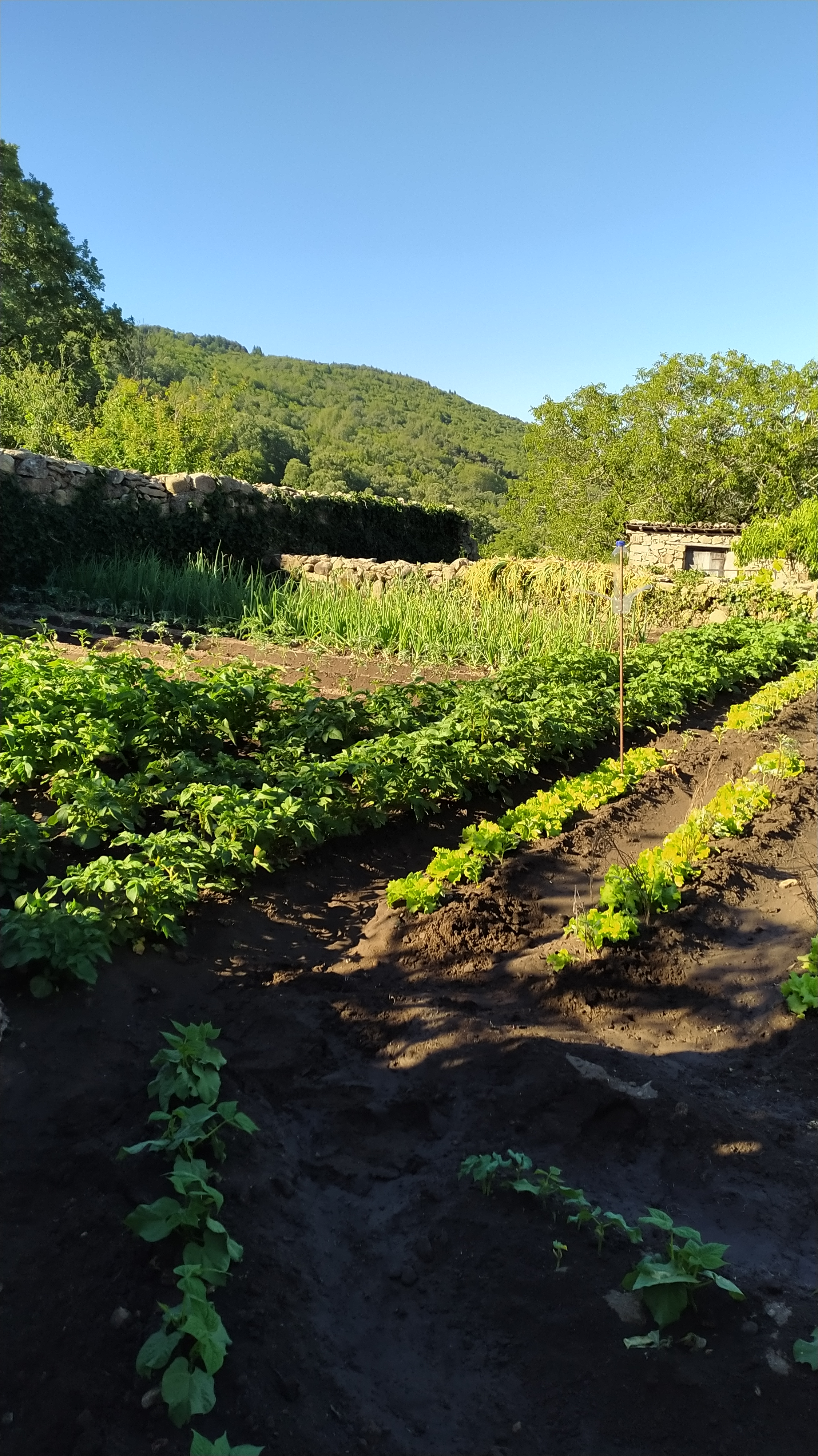
Huerta en Puerto de Béjar

Puerto de Béjar cuenta con un entorno privilegiado en cuanto a naturaleza se refiere. Su término municipal ofrece unos paisajes muy variados como bosques de castaños, gargantas, zonas de huertas, etcétera, debido principalmente a su pronunciado desnivel, que oscila entre los 1635 metros (Peña Negra) y los 650 metros del puente de la Malena sobre el río Cuerpo de Hombre. El pueblo se alza a 948 metros sobre el nivel del mar. 
Otros picos que rodean Puerto de Béjar son Peña Negra, Peña Negra Chica, Collado de la Madera, Lomo de Monte Puerto y Collado de la Hondilla.
A Peña Negra se puede acceder a través de dos rutas distintas: una por pista accesible desde Béjar; o desde Puerto de Béjar, con subidas fuertes y estrechas bordeadas por escobas, siendo probable que te encuentres vacas y cabras.

## Historia
En época prehistórica, corresponde al área de influencia del pueblo celta vettón, de carácter ganadero. Su ubicación estratégica como paso entre la Submeseta Sur y la Submeseta Norte, es fundamental para la trashumancia de la ganadería. No obstante, aunque sí existen evidencias arqueológicas catalogadas en el entorno, en el término del municipio no se han hallado pruebas de poblamiento vetón.
En época romana, destaca la construcción de la Iter Ab Emerita Asturicam, que conecta Mérida con Astorga y que cruza el término municipal actual del pueblo. En 2001, se realizó una excavación arqueológica, aprovechando la construcción de la autovía A-66 con resultados muy positivos, encontrándose el pavimento original de la calzada romana. La calzada romana es indicio, además, de la mansio romana caelionicco o caecilio vico, ya que esta, según el Itinerario de Antonino se ubica en la milla CXXXII de la calzada. Hoy en día este miliario está desaparecido, pero coincidiría con el inicio del término de Puerto de Béjar, a la altura de la colonia de la estación. El miliario CXXXIII sí que se conserva, actualmente puede encontrarse a una milla de distancia de la supuesta ubicación de la mansio siguiendo el Camino Real.

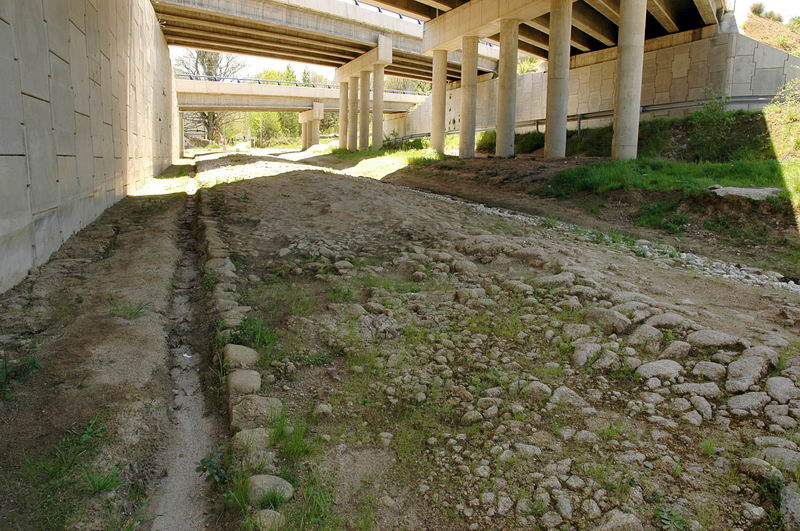
Tramo excavado de la calzada romana en el término municipal

Respecto al pueblo actual, se desconoce la fecha exacta de su fundación, pero puede datarse en las repoblaciones medievales, pasando a formar parte, tras la muerte de Alfonso VII de León, del Concejo de Ávila, denominándose en la Edad Media simplemente "Puerto". Tras la creación, en 1209, de la Comunidad de Villa y Tierra de Béjar, pasó a formar parte de la misma, hecho del que respondería el "de Béjar" que posee el nombre del pueblo.
Como parte de la comunidad bejarana, tras la pérdida del voto en Cortes de Béjar y su paso a depender de Salamanca en ese aspecto a partir de 1425, hecho favorecido por el paso de Béjar y su territorio a manos de los Zúñiga en 1396, Puerto de Béjar pasó a formar parte del Reino de León, en el que se ha mantenido en las divisiones territoriales de Floridablanca en 1785 y finalmente en la de 1833 en que se crean las actuales provincias, quedando integrado Puerto en la provincia de Salamanca, dentro de la Región Leonesa.

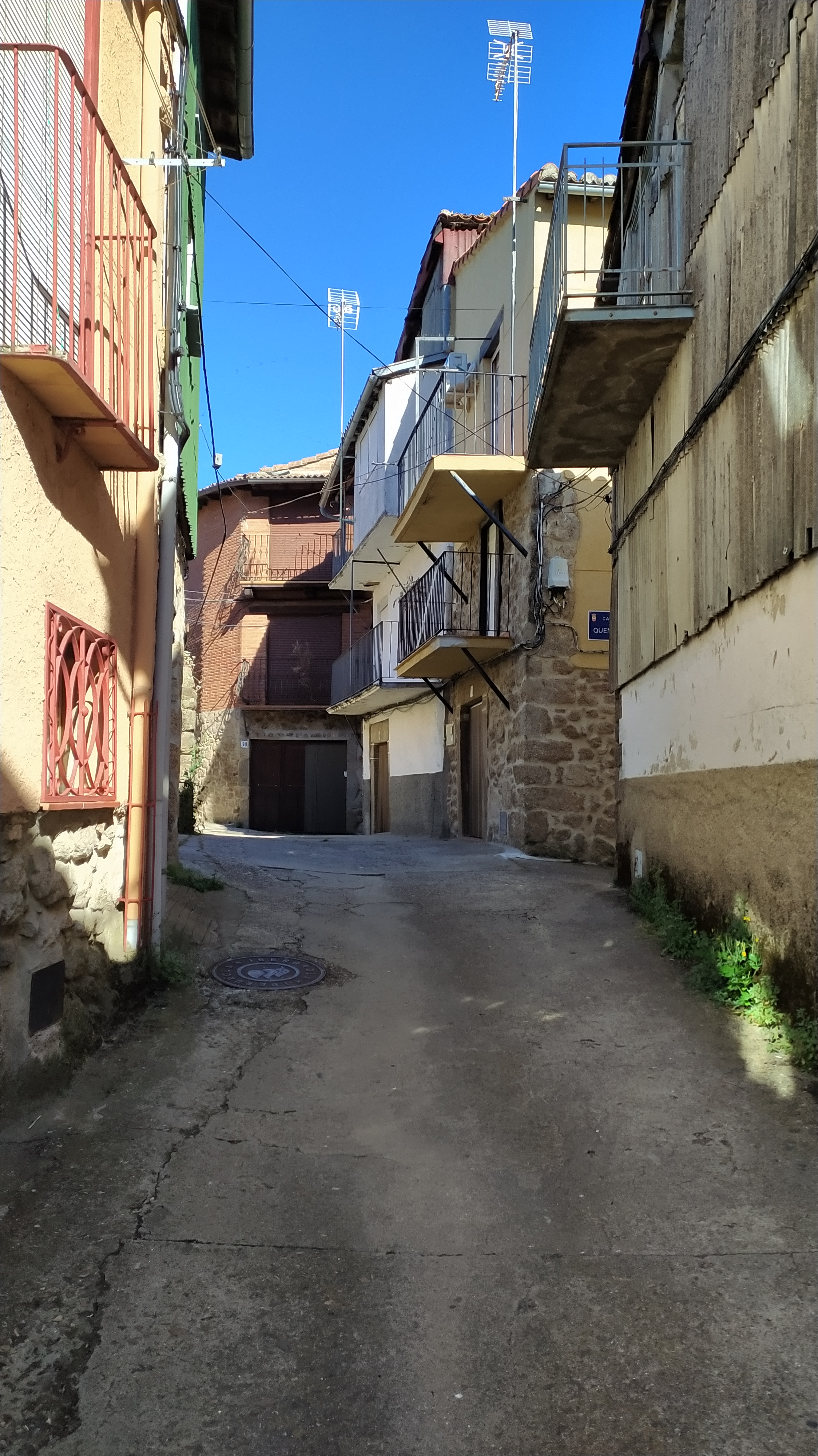
Calle Quemada

Durante la invasión francesa de España, más concretamente entre mayo y septiembre del año 1812, las tropas francesas invadieron la localidad para posteriormente quemar el pueblo, no sin antes llevarse la lámpara de la iglesia en venganza por el impago de 14.000 reales exigidos a la localidad, exhausta de tanto pagar.
Para zanjar esta deuda, el Ayuntamiento quiso entregar un castañar formado por 44 castaños situado en el cercano paraje del Coso y que contaba con un valor de 6.000 reales. Los vecinos, entusiasmados, aprobaron la entrega de ese terreno a la Iglesia. Desde entonces, tanto el castañar como la lámpara pasaron a ser “símbolos de dignidad y honradez a lo largo de los tiempos”. Este gesto contribuyó a cambiar de nombre dicho paraje y que pasara a llamarse “La Lámpara”, en recuerdo de aquel expolio a la iglesia durante la invasión de las tropas francesas. Ese nombre perdura hasta la actualidad

## Demografía
Cuenta con una población de 352 habitantes (INE 2024).
| Gráfica de evolución demográfica de Puerto de Béjar entre 1842 y 2021                                                 |
| |
| Población de derecho según los censos de población del INE. Población de hecho según los censos de población del INE. |

Según el Instituto Nacional de Estadística, Puerto de Béjar tenía a, 31 de diciembre de 2019, una población total de 370 habitantes, de los cuales 176 eran hombres y 194 mujeres. Respecto al año 2000, el censo refleja 494 habitantes, de los cuales 230 eran hombres y 264 mujeres. Por lo tanto, la pérdida de población en el municipio para el periodo 2000-2019 ha sido de 124 habitantes, un 25% de descenso.

## Transporte
El municipio está muy bien comunicado por carretera siendo atravesado tanto por la nacional N-630 que une Gijón con Sevilla como por la autovía Ruta de la Plata que tiene el mismo recorrido que la anterior y cuenta con salida en el pueblo, permitiendo así unas comunicaciones más rápidas del municipio con el exterior. Destaca además la carretera local a La Garganta que lo une con este municipio situado ya en Extremadura.
En cuanto al transporte público se refiere, tras el cierre de la ruta ferroviaria de la Vía de la Plata, que pasaba por el municipio de Béjar y contaba con estación en el mismo, no existen servicios de tren en el municipio ni en los vecinos, ni tampoco línea regular con servicio de autobús, siendo la estación más cercana la de Béjar. Por otro lado el aeropuerto de Salamanca es el más cercano, estando a 84 km de distancia.

## Símbolos

### Escudo
El escudo heráldico que representa al municipio fue aprobado con el siguiente blasón:

«Encajado. De gules y oro de cuatro encajes. 1.º– En campo de oro, tres castaños arrancados en su color, colocados en faja. 2.º– En campo de gules, puente apuntado de tres arcos, de oro, mazonado de sable. Timbre: Corona real española»

### Bandera
La bandera municipal fue aprobada con la siguiente descripción textual:

«Bandera cuadrada de color verde, con el escudo municipal en su centro, de sus colores»

## Administración y política
| Partido político                         | 2019  | 2019  | 2019       | 2015  | 2015  | 2015       | 2011  | 2011  | 2011       | 2007  | 2007  | 2007       | 2003  | 2003  | 2003       |
| Partido político                         | %     | Votos | Concejales | %     | Votos | Concejales | %     | Votos | Concejales | %     | Votos | Concejales | %     | Votos | Concejales |
| Partido Socialista Obrero Español (PSOE) | 58,57 | 164   | 4          | 41,39 | 101   | 3          | 35,99 | 104   | 2          | 45,51 | 142   | 3          | 44,54 | 151   | 3          |
| Partido Popular (PP)                     | 41,07 | 115   | 3          | 55,74 | 136   | 4          | 61,94 | 179   | 5          | 52,88 | 165   | 4          | 54,28 | 184   | 4          |

## Educación

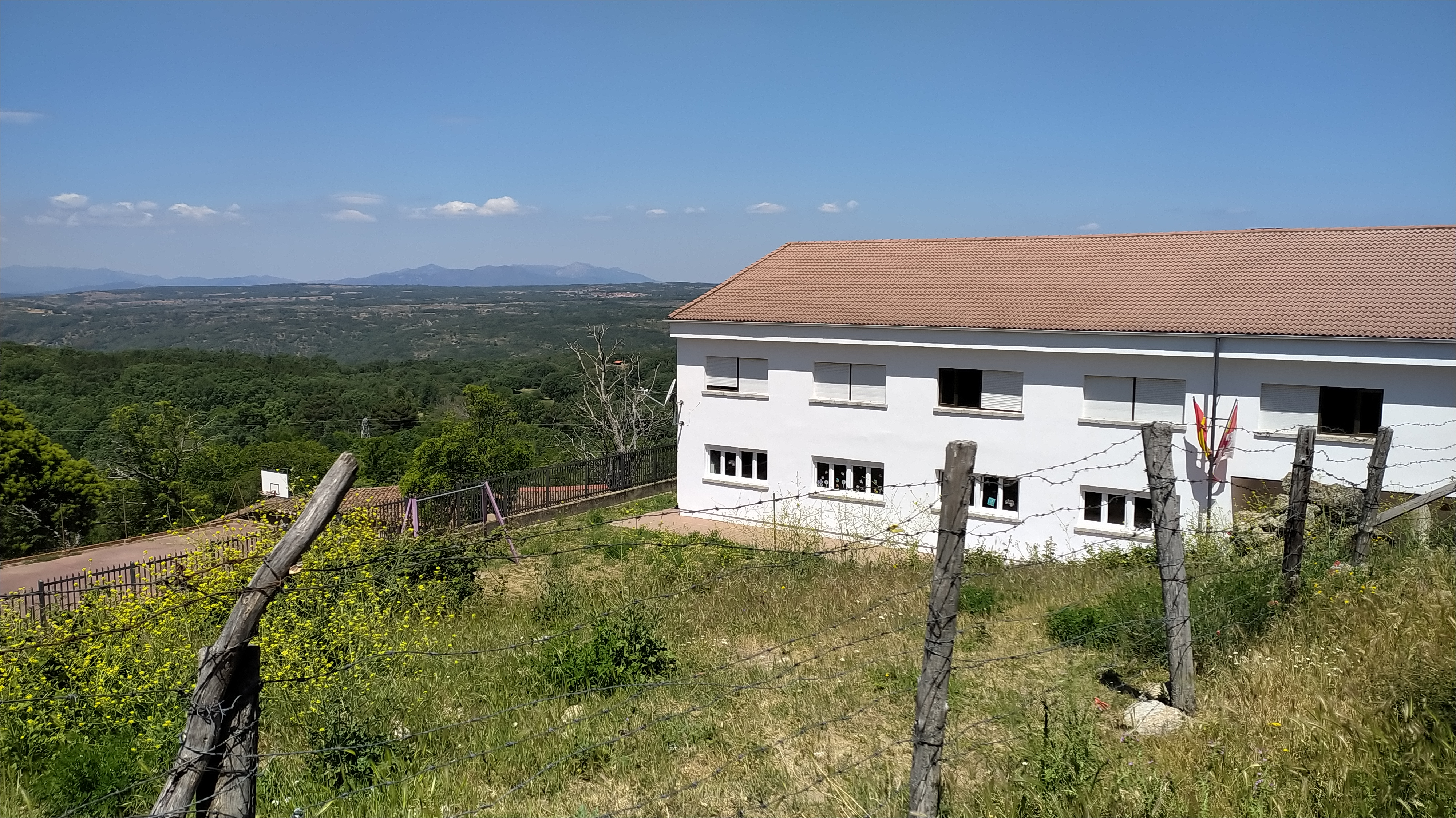
CRA Ruta de la Plata - Puerto de Béjar

El actual edificio se inauguró en el curso 1985/1986 primero como Colegio Nuestra Señora de la Asunción siendo directora Carmen Ferrero, quien ejerció 30 años como maestra en la localidad.
Actualmente, el colegio de Puerto de Béjar se encuentra organizado en el Colegio Rural Agrupado Ruta de la Plata con los colegios de los municipios de Cantagallo, Lagunilla, Montemayor del Río y Peñacaballera.

## Cultura

### Bibliotecas
Además de contar con una biblioteca municipal, por Puerto de Béjar pasa la ruta 7 del servicio de Bibliobús de la Diputación de Salamanca, servicio que comparte con Peñacaballera, Cantagallo y Sorihuela.

### Patrimonio
La iglesia parroquial católica está dedicada a la Virgen María, bajo la advocación de Nuestra Señora de la Asunción. Pertenece a la archidiócesis de Mérida-Badajoz, Diócesis de Plasencia, arciprestazgo de Béjar.
Calles importantes

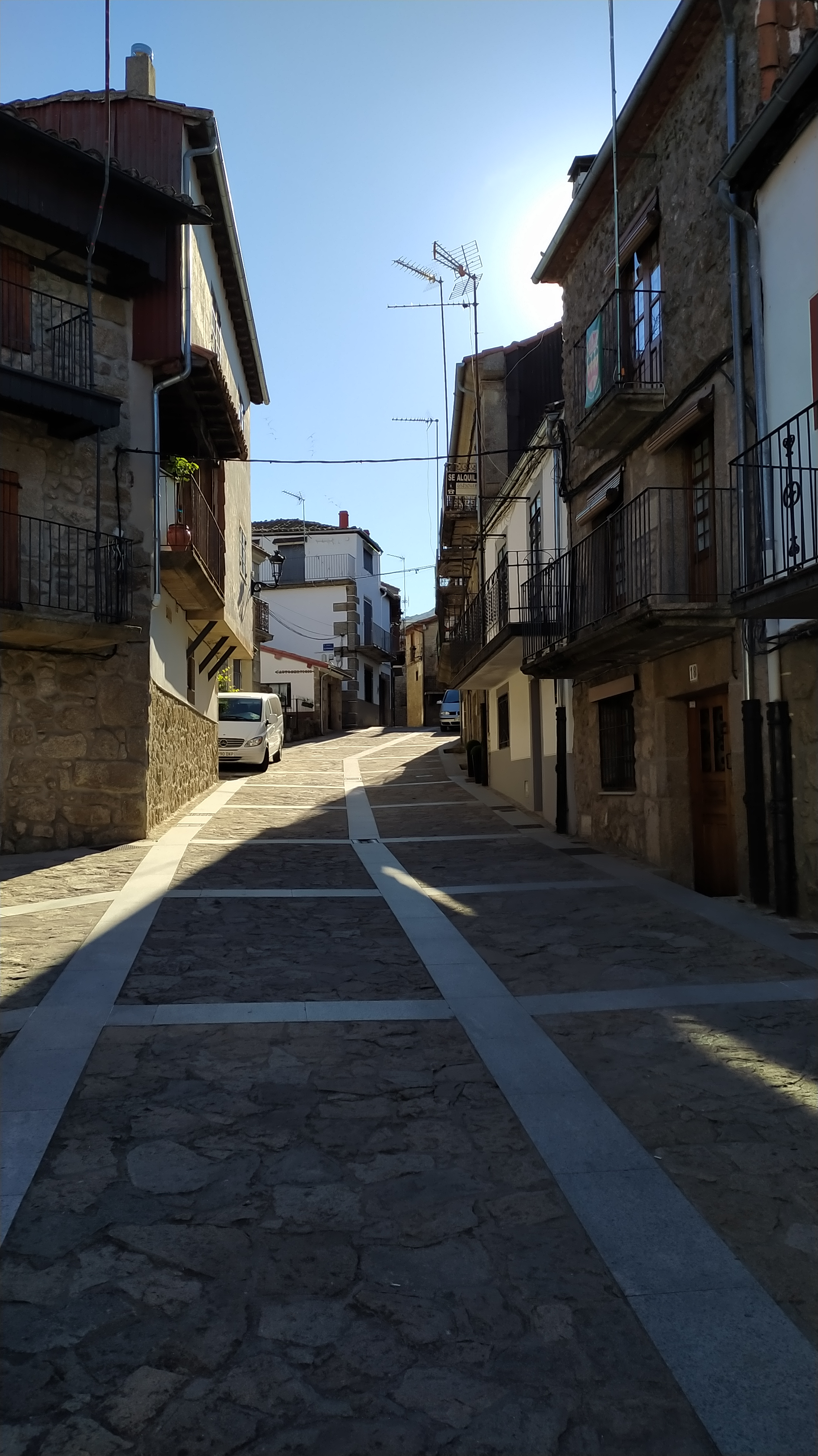
Calle Mayor de Puerto de Béjar

Calle Mayor: Es la calle más importante del pueblo. Comunica la entrada noreste desde la Carretera de Salamanca (N-630) con la Plaza Mayor.
Calle Quemada: Recuerda el paso de las tropas francesas durante la Guerra de la Independencia (1808-1814).
El Barrio del Cristo: Conjunto de bloques de viviendas en la salida de la carretera hacia La Garganta (Cáceres). Allí se hace la hoguera al inicio de las fiestas del Santísimo Cristo de la Piedad y de San Juan Bautista.
Vía de la Plata: La Vía de la Plata es una calzada romana cuya construcción comenzó en el Siglo II a. C. y que originalmente unía Mérida con Astorga. Hoy se alarga y une Gijón con el Puerto de Sevilla. Paralelamente, se construyó una vía férrea que unía Sevilla con Gijón. En un inicio, se utilizó para el transporte de mercancías y personas. Actualmente es una vía verde de tránsito.

### Gastronomía
Mantelá
Es un pan hecho con anises que se come relleno el día de San Antón (17 de enero). Existen varios rellenos al gusto de cada familia: chorizo, tortilla de chorizo o tortilla de patata con chorizo.
La tradición manda que se coma en familia y/o en el campo. Probablemente se hacía para probar si la matanza había salido bien, hecho que se festejaba porque tendrían carne para todo el año.
Roscas de Puerto
Es un dulce elaborado tradicionalmente con huevos, azúcar, aguardiente, anises, harina y sal. 
Hornazo
Rosca o empanada rellena de productos de carnicería como lomo, jamón, chorizo, etc. que se cuecen conjuntamente con la masa engrasada en el horno. Se suele comer el Domingo de Resurrección o el Lunes de Pascua.

### Festividades
El 24 de junio, se celebra la festividad de San Juan, con iluminaria y baile.
En septiembre, alrededor del día 14, se celebran las fiestas patronales en honor al Santísimo Cristo de la Piedad con actos religiosos, suelta de vaquillas y capeas, juegos y baile.

## Porteños ilustres

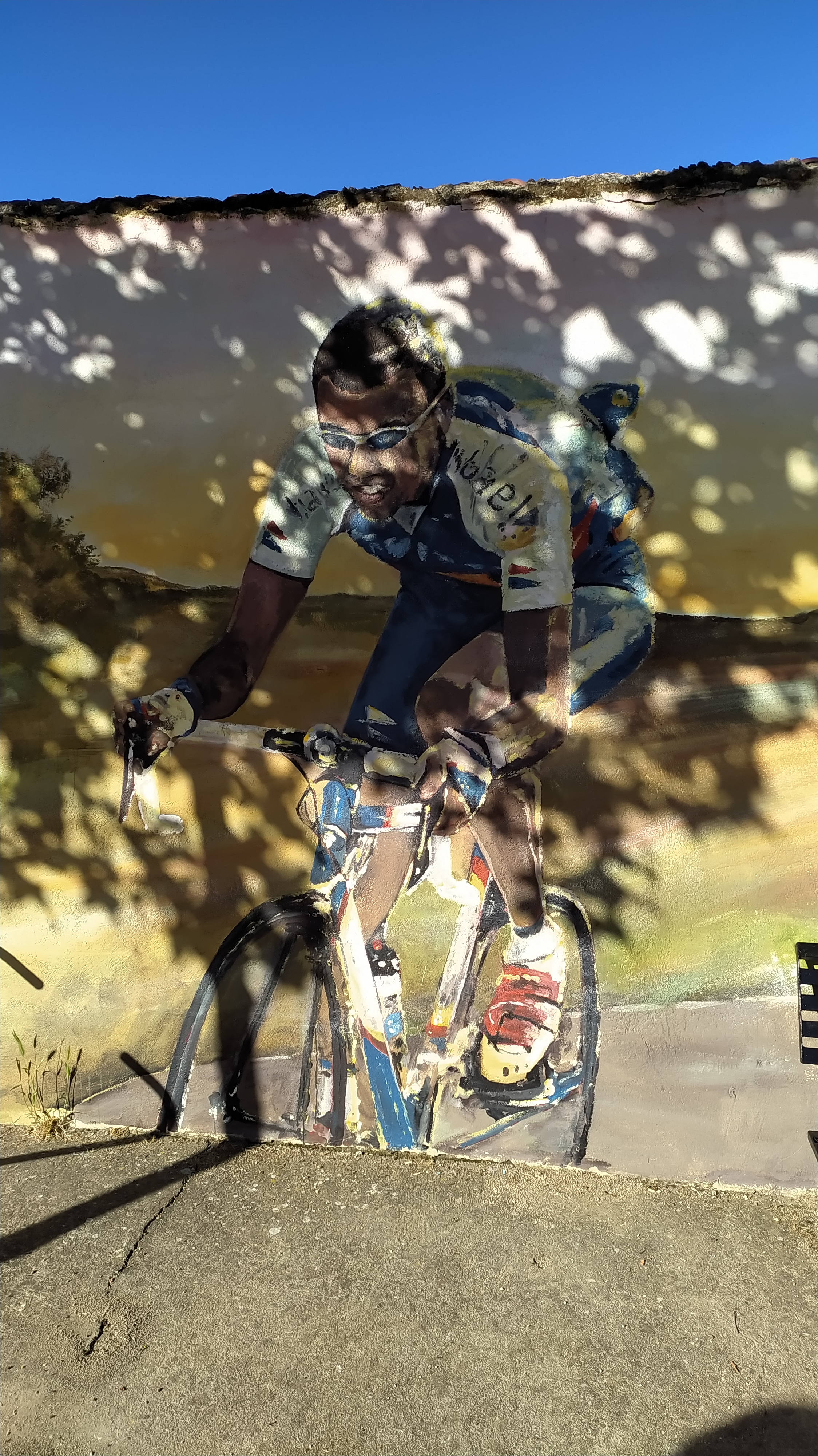
Mural dedicado a Santi Blanco